# Winneconne
Winneconne est une ville américaine du comté de Winnebago, dans l'État du Wisconsin. 
Au recensement de 2000, la population s'élevait à 2 145 personnes.
Le Bureau du recensement des États-Unis indique une superficie de 86,6 km2 pour Winneconne.
La toponymie de la ville de Winneconne est d'origine amérindienne et signifie «lieu du crâne», nom attribué à cet endroit à la suite d'une bataille, au cours de laquelle les Sauks et les Renards se sont battus contre les Français, les Menominee et les Chippewas à l'époque de la Nouvelle-France.